# Missões diplomáticas no Paraguai

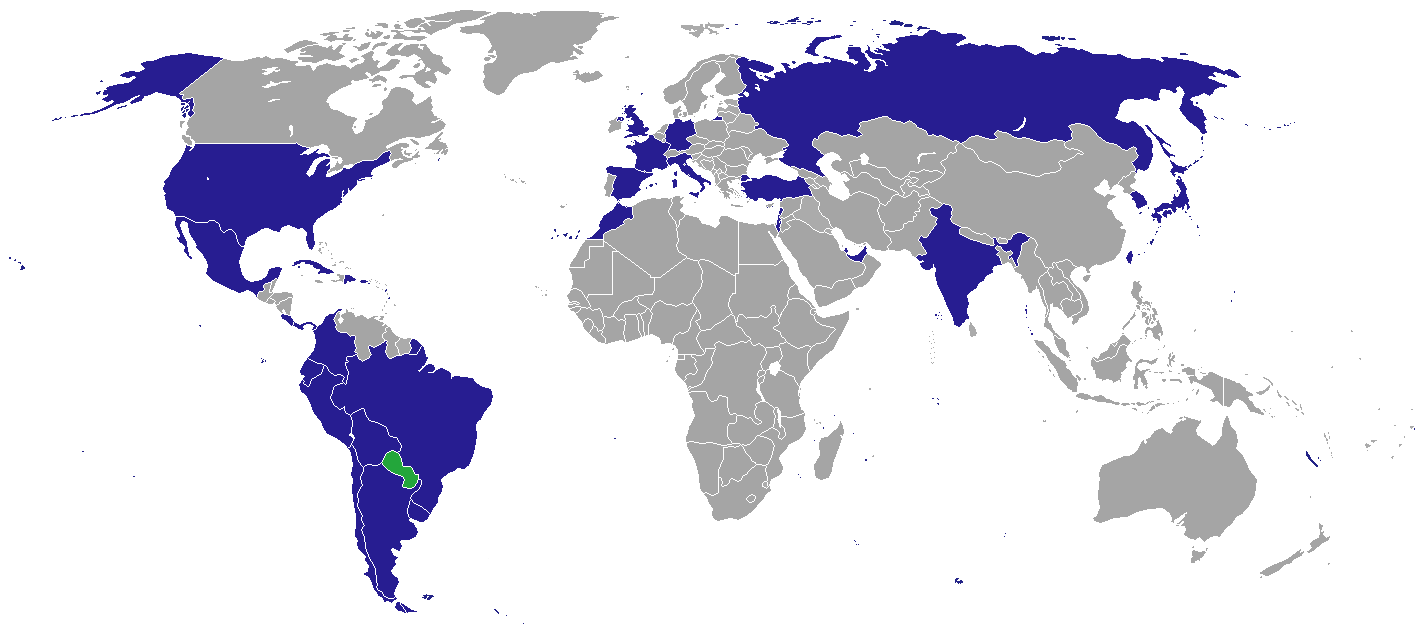
Paraguai (verde) e países que mantêm embaixadas (azul).

Esta página lista as missões diplomáticas residentes no Paraguai. Atualmente, Assunção abriga 26 embaixadas. Outros 52 países mantém embaixadas não residentes ou consulados honorários. 

## Embaixadas

### Assunção
| - Alemanha - Argentina - Bolívia - Brasil - Chile - Colômbia - Coreia do Sul - Costa Rica - Cuba - Equador - Espanha - Estados Unidos - França | - Itália - Japão - Líbano - México - Ordem de Malta - Panamá - Peru - Rússia - Suíça - Taiwan - Uruguai - Santa Sé (nunciatura apostólica) - Venezuela |  |

## Consulados Gerais
Ciudad del Este
- Argentina
- Brasil
- Taiwan

Encarnación
- Argentina
- Japão

## Embaixadas não residentes
- África do Sul
- Albânia
- Argélia
- Áustria
- Austrália
- Bélgica
- Bulgária
- Canadá
- Croácia
- Dinamarca (Brasília)
- Egito (Montevidéu)
- El Salvador
- Guiné Equatorial (Brasília)
- Filipinas
- Finlândia
- Granada (Caracas)
- Grécia (Montevidéu)
- Guatemala
- Honduras
- Hungria
- Índia
- Indonésia
- Irão (Montevidéu)
- Iraque (Brasília)
- Irlanda
- Israel
- Kuwait
- Malásia
- Marrocos (Brasília)
- Moçambique (Brasília)
- Nova Zelândia
- Nicarágua
- Nigéria (Brasília)
- Noruega
- Países Baixos (Montevidéu)
- Paquistão (Brasília)
- Palestina (Brasília)
- Polónia
- Portugal
- Reino Unido
- Chéquia
- República Dominicana
- Roménia
- Sérvia
- Eslováquia
- Eslovênia
- Síria
- Suécia
- Suriname (Brasília)
- Tailândia
- Trinidad e Tobago (Brasília)
- Turquia
- Ucrânia
- União Europeia (Montevidéu)
- Vietname